# José Naranjo (football, 1994)
Pour les articles homonymes, voir José Naranjo.
José Manuel García Naranjo, né le 28 juillet 1994 à Rociana del Condado en Espagne, est un footballeur espagnol. Il évolue actuellement au CD Tenerife au poste d'ailier.

## Biographie
José Naranjo se forme dans les catégories inférieures du Recreativo de Huelva. Il passe sa première année professionnelle avec l'équipe réserve du club en troisième division. Le 2 juin 2013, il joue son premier match en équipe première face au Sporting de Gijón en deuxième division.
En juillet 2014, il rejoint, sous forme de prêt, la réserve du Villarreal Club de Fútbol, le Villarreal CF B. En troisième division, il joue un total de 26 matches et marque 4 buts. Il joue tout de même deux matchs de coupe d'Espagne avec l'équipe première du club, dont une victoire 2 buts à 1 en décembre 2014 face au Cadix CF.
En 2015, il est recruté par le Gimnàstic de Tarragone qui joue en deuxième division. Lors de la saison 2015-2016, il est le meilleur buteur de l'équipe avec 16 buts,, et devient l'une des révélations du championnat avec 15 buts dans la compétition. Le Gimnàstic termine à la 3e place mais n'accède pas à la première division suites au barrages de fin de saison.
Le 17 juin 2016, il rejoint le Celta de Vigo en première division. Le montant du transfert s'élève à 3 M€ et Naranjo y signe un contrat de cinq ans,.

## Statistiques
| Saison                | Club                   | Championnat           | Championnat | Championnat | Coupe(s) nationale(s) | Coupe(s) nationale(s) | Compétition(s) continentale(s) | Compétition(s) continentale(s) | Compétition(s) continentale(s) | Total | Total |
| Saison                | Club                   | Division              | M.          | B.          | M.                    | B.                    | Comp.                          | M.                             | B.                             | M.    | B.    |
| 2012-2013             | Recreativo de Huelva   | Liga Adelante         | 2           | 0           | -                     | -                     | -                              | -                              | -                              | 2     | 0     |
| 2013-2014             | Recreativo de Huelva   | Liga Adelante         | 4           | 0           | 3                     | 0                     | -                              | -                              | -                              | 7     | 0     |
| Sous-total            | Sous-total             | Sous-total            | 6           | 0           | 3                     | 0                     | -                              | -                              | -                              | 9     | 0     |
| 2014-2015             | Villarreal CF (prêt)   | La Liga               | -           | -           | 2                     | 0                     | -                              | -                              | -                              | 2     | 0     |
| Sous-total            | Sous-total             | Sous-total            | -           | -           | 2                     | 0                     | -                              | -                              | -                              | 2     | 0     |
| 2015-2016             | Gimnàstic de Tarragone | Liga Adelante         | 34+2        | 15+1        | 2                     | 0                     | -                              | -                              | -                              | 38    | 16    |
| Sous-total            | Sous-total             | Sous-total            | 36          | 16          | 2                     | 0                     | -                              | -                              | -                              | 38    | 16    |
| 2016-2017             | Celta de Vigo          | La Liga               | -           | -           | 1                     | 0                     | C3                             | 2                              | 0                              | 3     | 0     |
| Sous-total            | Sous-total             | Sous-total            | -           | -           | 1                     | 0                     | -                              | 2                              | 0                              | 3     | 0     |
| 2016-2017             | KRC Genk               | Jupiler Pro League    | 8+12        | 1+5         | 1                     | 0                     | -                              | -                              | -                              | 21    | 6     |
| 2017-2018             | KRC Genk               | Jupiler Pro League    | 1           | 1           | -                     | -                     | -                              | -                              | -                              | 1     | 1     |
| Sous-total            | Sous-total             | Sous-total            | 21          | 7           | 1                     | 0                     | -                              | -                              | -                              | 22    | 7     |
| 2017-2018             | CD Leganés (prêt)      | LaLiga                | 16          | 1           | 6                     | 0                     | -                              | -                              | -                              | 22    | 1     |
| Sous-total            | Sous-total             | Sous-total            | 16          | 1           | 6                     | 0                     | -                              | -                              | -                              | 22    | 1     |
| 2018-2019             | CD Tenerife            | LaLiga 2              | 24          | 4           | 1                     | 0                     | -                              | -                              | -                              | 25    | 4     |
| Sous-total            | Sous-total             | Sous-total            | 24          | 4           | 1                     | 0                     | -                              | -                              | -                              | 25    | 4     |
| Total sur la carrière | Total sur la carrière  | Total sur la carrière | 103         | 28          | 16                    | 0                     | -                              | 2                              | 0                              | 121   | 28    |